# Lista przenośnych konsol gier wideo
Lista przenośnych konsol gier wideo z podziałem na generacje, w których się pojawiały, ramy czasowe generacji różnią się od tych ze zwykłych konsol, gdyż przenośne konsole stanowią odrębna gałąź elektronicznej rozrywki. Urządzenia sprzedawane jako komputery lub takie, w których nie można uruchomić niczego poza wbudowanymi grami nie są tutaj wymienione.

## Druga generacja
| Nazwa                       | Data wydania | Data wycofania | Producent        | Sprzedanych jednostek |
| --------------------------- | ------------ | -------------- | ---------------- | --------------------- |
| Microvision                 | 1979         | 1981           | Milton Bradley   |                       |
| Children's Discovery System | 1981         | –              | Mattel           |                       |
| Select-A-Game               | 1981         | 1982           | Entex Industries |                       |
| Adventure Vision            | 1982         | 1983           | Entex Industries | 50 757                |
| Super Micro                 | 1983         | –              | Palmtex          |                       |
| Gamate 3D                   | 1983         | –              | Vtech            |                       |
| Variety                     | 1983         | –              | VTech            |                       |
| Digi Casse                  | 1984         | –              | Bandai           |                       |
| Game Pocket Computer        | 1984         | –              | Epoch            |                       |
| ProScreen                   | 1984         | –              | VTech            |                       |

## Czwarta generacja
| Nazwa                       | Data wydania                                                           | Data wycofania                                          | Producent        | Sprzedanych jednostek |
| --------------------------- | ---------------------------------------------------------------------- | ------------------------------------------------------- | ---------------- | --------------------- |
| Etch A Sketch Animator 2000 | 1988                                                                   | –                                                       | Ohio Art Company |                       |
| IM-26                       | 1988                                                                   | –                                                       | Electronika      |                       |
| Light Games                 | 1988                                                                   | –                                                       | Grandstand       |                       |
| PreComputer 1000            | 1988                                                                   | –                                                       | VTech            |                       |
| Game Boy                    | JP: 21 kwietnia 1989 Am.Płn.: 31 lipca 1989 EU: 28 sierpnia 1990       | 23 marca 2003                                           | Nintendo         | 118,69 miliona        |
| Lynx                        | 11 września 1989                                                       | 1996                                                    | Atari            | 500 000               |
| Game Gear                   | JP: 6 października 1990 Am.Płn.: 26 kwietnia 1991 EU: 26 kwietnia 1991 | JP: 1996 Am.Płn.: 30 kwietnia 1997 EU: 30 kwietnia 1997 | Sega             | 11 milionów           |
| TurboExpress                | JP: 16 listopada 1990 Am.Płn.: 1991                                    | 1994                                                    | NEC              | 1,5 miliona           |
| Gamate                      | 1990                                                                   | 1993                                                    | Bit Corporation  | –                     |
| Game Master                 | 1990                                                                   | –                                                       | Hartung          |                       |
| Lynx II                     | 1991                                                                   | 1996                                                    | Atari            | 500 000               |
| Supervision                 | 1992                                                                   | –                                                       | Watara           |                       |
| Mega Duck                   | 1993                                                                   | –                                                       | Welback Holdings |                       |

## Piąta generacja
| Nazwa                     | Data wydania                                                                                     | Data wycofania                            | Producent         | Sprzedanych jednostek |
| ------------------------- | ------------------------------------------------------------------------------------------------ | ----------------------------------------- | ----------------- | --------------------- |
| Game Wizard               | 1994                                                                                             | –                                         | MGA Entertainment |                       |
| Play It Loud!             | 1 stycznia 1995                                                                                  | 23 marca 2003                             | Nintendo          | 118,69 miliona        |
| Virtual Boy               | JP: 21 lipca 1995 Am.Płn.: 14 września 1995                                                      | JP: 22 grudnia 1995 Am.Płn.: 2 marca 1996 | Nintendo          | 770 000               |
| Nomad                     | JP: październik 1995 Am.Płn.: październik 1995                                                   | 1997                                      | Sega              | 1 milion              |
| Design Master Senshi      | 1995                                                                                             | –                                         | Bandai            |                       |
| R-Zone                    | 1995                                                                                             | –                                         | Tiger Electronics |                       |
| R-Zone Super Screen       | 1995                                                                                             | 1996                                      | Tiger Electronics |                       |
| PasoGo                    | 1996                                                                                             | –                                         | Koei              |                       |
| Game Boy Pocket           | 1996                                                                                             | 23 marca 2003                             | Nintendo          | 118,69 miliona        |
| X.P.G. Xtreme Pocket Game | 1997                                                                                             | –                                         | Tiger Electronics |                       |
| DataZone                  | 1997                                                                                             | –                                         | Tiger Electronics |                       |
| Game.com                  | sierpień 1997                                                                                    | 2000                                      | Tiger Electronics | 300 000               |
| Game Boy Light            | 14 kwietnia 1998                                                                                 | 23 marca 2003                             | Nintendo          | 118,69 miliona        |
| Game.com Pocket Pro       | sierpień 1998                                                                                    | 2000                                      | Tiger Electronics | 300 000               |
| Game.com Pocket           | sierpień 1998                                                                                    | 2000                                      | Tiger Electronics | 300 000               |
| Game Boy Color            | JP: 21 października 1998 Am.Płn.: 18 listopada 1998 EU: 23 listopada 1998 AUS: 27 listopada 1998 | 9 maja 2003                               | Nintendo          | 118,69 miliona        |
| Neo Geo Pocket            | 28 października 1998                                                                             | 2001                                      | SNK               | 2 miliony             |

## Szósta generacja
| Nazwa                | Data wydania                                                       | Data wycofania                  | Producent             | Sprzedanych jednostek |
| -------------------- | ------------------------------------------------------------------ | ------------------------------- | --------------------- | --------------------- |
| WonderSwan           | 4 marca 1999                                                       | 2003                            | Bandai                | 1,55 miliona          |
| Neo Geo Pocket Color | JP: 16 marca 1999 Am.Płn.: 6 sierpnia 1999 EU: 1 października 1999 | 2001                            | SNK                   | 2 miliony             |
| WonderSwan Color     | 2000                                                               | 2003                            | Bandai                | 1,1 miliona           |
| Cybiko               | kwiecień 2000                                                      | 2003                            | Cybiko                | 500 000               |
| Turbo Twist          | 2000                                                               | –                               | LeapFrog Enterprises  |                       |
| Cybiko Xtreme        | 2001                                                               | 2003                            | Cybiko                | 500 000               |
| Game Boy Advance     | JP: 21 marca 2001 Am.Płn.: 11 czerwca 2001 EU: 22 czerwca 2001     | JP: 2006 Am.Płn.: 2008 EU: 2007 | Nintendo              | 81,51 miliona         |
| Pokémon Mini         | JP: 14 grudnia 2001 Am.Płn.: 16 listopada 2001 EU: 15 marca 2002   | grudzień 2002                   | Nintendo              |                       |
| GP32                 | 23 listopada 2001                                                  | –                               | Game Park             |                       |
| iQuest               | 2001                                                               | –                               | LeapFrog Enterprises  |                       |
| Swan Crystal         | 12 lipca 2002                                                      | 2003                            | Bandai                | 0,95 miliona          |
| Kasey the Kinderbot  | 2002                                                               | –                               | Fisher-Price          |                       |
| Pixter               | 2002                                                               | 2002                            | Mattel / Fisher-Price |                       |
| Game Boy Advance SP  | JP: 14 lutego 2003 Am.Płn.: 23 marca 2003 EU: 28 marca 2003        | JP: 2006 Am.Płn.: 2008 EU: 2007 | Nintendo              | 81,51 miliona         |
| N-Gage               | 7 października 2003                                                | 2004                            | Nokia                 | 3 miliony             |
| Leapster             | październik 2003                                                   | –                               | LeapFrog Enterprises  |                       |
| Tapwave Zodiac       | październik 2003                                                   | lipiec 2005                     | Tapwave               | 200 000               |
| GameKing             | 2003                                                               | –                               | TimeTop               |                       |

## Siódma generacja
| Nazwa                | Data wydania                                                                              | Data wycofania                                      | Producent                         | Sprzedanych jednostek |
| -------------------- | ----------------------------------------------------------------------------------------- | --------------------------------------------------- | --------------------------------- | --------------------- |
| N-Gage QD            | maj 2004                                                                                  | 2006                                                | Nokia                             | 3 miliony             |
| Leapster L-Max       | 2004                                                                                      | –                                                   | LeapFrog Enterprises              |                       |
| Nintendo DS          | JP: 2 grudnia 2004 Am.Płn.: 21 listopada 2004 EU: 24 lutego 2005                          | 2007                                                | Nintendo                          | 154 miliony           |
| PlayStation Portable | JP: 12 grudnia 2004 Am.Płn.: 24 marca 2005 EU: 1 września 2005                            | JP: czerwca 2014 Am.Płn.: 24 stycznia 2014 EU: 2014 | Sony                              | 80 milionów           |
| GameKing II          | 2004                                                                                      | –                                                   | TimeTop                           |                       |
| Leapster TV          | 2005                                                                                      | –                                                   | LeapFrog Enterprises              |                       |
| GameKing III         | 2005                                                                                      | –                                                   | TimeTop                           |                       |
| Game Boy Micro       | JP: 13 września 2005 Am.Płn.: 19 września 2005 EU: 4 listopada 2005 AUS: 3 listopada 2005 | JP: 2006 Am.Płn.: 2008 EU: 2007                     | Nintendo                          | 81,51 miliona         |
| Gizmondo             | Am.Płn.: 22 października 2005 EU: 19 marca 2005                                           | 6 lutego 2006                                       | Tiger Telematics                  | 25 000                |
| GP2X                 | 10 listopada 2005                                                                         | –                                                   | GamePark Holdings                 |                       |
| digiBlast            | 2005                                                                                      | –                                                   | Nikko                             |                       |
| V.Smile Pocket       | 2005                                                                                      | –                                                   | VTech                             |                       |
| VideoNow XP          | 2005                                                                                      | –                                                   | Tiger Electronics                 |                       |
| Nintendo DS Lite     | JP: 2 marca 2006 Am.Płn.: 11 czerwca 2006 EU: 23 czerwca 2006 AUS: 1 czerwca 2006         | 22 kwietnia 2011                                    | Nintendo                          | 93,86 miliona         |
| PSP-2000             | 2007                                                                                      | JP: czerwca 2014 Am.Płn.: 24 stycznia 2014 EU: 2014 | Sony                              | 80 milionów           |
| Handy Game           | 2007                                                                                      | –                                                   | TimeTop                           |                       |
| Didj                 | 22 sierpnia 2008                                                                          | –                                                   | LeapFrog Enterprises              |                       |
| Nintendo DSi         | JP: 1 listopada 2008 Am.Płn.: 5 kwietnia 2009 EU: 3 kwietnia 2009 AUS: 2 kwietnia 2009    | –                                                   | Nintendo                          | 28,44 miliona         |
| PSP-3000             | 2008                                                                                      | JP: czerwca 2014 Am.Płn.: 24 stycznia 2014 EU: 2014 | Sony                              | 80 milionów           |
| Dingoo A320          | luty 2009                                                                                 | –                                                   | Dingoo Digital Technology Company |                       |
| GP2X Wiz             | 12 maja 2009                                                                              | –                                                   | GamePark Holdings                 |                       |
| PSP Go               | 1 października 2009                                                                       | JP: czerwca 2014 Am.Płn.: 24 stycznia 2014 EU: 2014 | Sony                              | 80 milionów           |
| Nintendo DSi         | JP: 21 listopada 2009 Am.Płn.: 28 marca 2010 EU: 5 marca 2010 AUS: 15 kwietnia 2010       | 2011                                                | Nintendo                          | 12,93 miliona         |
| Pandora              | 21 maja 2010                                                                              | –                                                   | OpenPandora                       |                       |
| Leapster Explorer    | 15 lipca 2010                                                                             | –                                                   | LeapFrog Enterprises              |                       |
| CAANOO               | 16 sierpnia 2010                                                                          | –                                                   | GamePark Holdings                 |                       |
| iXL                  | 2010                                                                                      | 2012                                                | Mattel / Fisher Price             |                       |

## Ósma generacja
| Nazwa               | Data wydania                                                   | Data wycofania                                      | Producent               | Sprzedanych jednostek |
| ------------------- | -------------------------------------------------------------- | --------------------------------------------------- | ----------------------- | --------------------- |
| Nintendo 3DS        | JP: 26 lutego 2011 Am.Płn.: 27 marca 2011 EU: 25 marca 2011    | –                                                   | Nintendo                | 60 milionów           |
| PSP-E1000           | 2011                                                           | JP: czerwca 2014 Am.Płn.: 24 stycznia 2014 EU: 2014 | Sony                    | 80 milionów           |
| K-Magic             | wrzesień 2011                                                  | –                                                   | K's Kids                |                       |
| PlayStation Vita    | JP: 17 grudnia 2011 Am.Płn.: 15 lutego 2012 EU: 22 lutego 2012 | 1 marca 2019                                        | Sony                    | 13,91 miliona         |
| Kids Pad            | 21 listopada 2012                                              | –                                                   | LG                      |                       |
| Neo Geo X           | 18 grudnia 2012                                                | –                                                   | Tommo                   |                       |
| Nintendo 3DS XL     | 2012                                                           | 2020                                                | Nintendo                | 60 milionów           |
| GCW Zero            | 17 stycznia 2013                                               | –                                                   | Game Consoles Worldwide |                       |
| PCH-2000            | 2013                                                           | 2019                                                | Sony                    | 13,91 miliona         |
| Nintendo 2DS        | 12 października 2013                                           | 2020                                                | Nintendo                | 4,93 miliona          |
| New Nintendo 3DS    | 11 października 2014                                           | 2017                                                | Nintendo                | 1,85 miliona          |
| New Nintendo 3DS XL | 2015                                                           | 2020                                                | Nintendo                | 6,3 miliona           |
| Nintendo Switch     | 3 marca 2017                                                   | –                                                   | Nintendo                |                       |